# Funk, Nebraska
Funk är en ort med administrativ status som bykommun, village, i Phelps County i den amerikanska delstaten Nebraska. Orten hade 194 invånare vid 2010 års folkräkning.

## Historia
Funk grundades 1887 vid järnvägen. Orten namngavs efter Phillip C. Funk, en av de första nybyggarna. Orten fick administrativt självstyre som bykommun 1913.